# 17 Pułk Piechoty (PSZ)
17 Pułk Piechoty (17 pp) – oddział piechoty Polskich Sił Zbrojnych w ZSRR.

## Formowanie
Za początek formowania pułku przyjęto dzień 8 września 1941. W tym dniu przybyło do Tockoje 10 oficerów i 2431 podoficerów i szeregowych. Następnego dnia przydzielono do „3 Pułku Marszowego” 47 oficerów. 17 września przydzielono do pułku 687 żołnierzy. W tym też dniu drogą losowania ustalono numerację pułków piechoty 6 Dywizji Piechoty. 3 Pułk Marszowy przyjął nazwę „17 Pułku Piechoty”. W końcu listopada 1941 roku pułk otrzymał umundurowanie zimowe (brytyjskie), broni do końca pobytu w ZSRR jednostki pułku nie otrzymały, jedynie wypożyczono niewielką ilość z pułków 5 Dywizji Piechoty do pełnienia służby wartowniczej i szkolenia.
W dniach 5 i 6 oraz 15 i 16 lutego 17 pp przegrupowano się do Yakkabogʻ w Uzbekistanie. Teren wskazany jako garnizon dla pułku okazał się malaryczny. Dodatkowo w jednym z batalionów pułku wybuchła epidemia tyfusu plamistego. Po przybyciu na miejsce pułk przystąpił do intensywnego szkolenia.

## Na Bliskim Wschodzie
W dniach 18 - 22 sierpnia razem z innymi oddziałami 6 Lwowskiej Dywizji Piechoty pułk koleją został przewieziony do Krasnowodska. W dniu następnym na statku „Żdanow” przepłynął przez Morze Kaspijskie. Z dniem 24 sierpnia wyokrętował się w Pahlewi w Iranie. Tam po dezynsekcji i wydaniu nowych tropikalnych sortów mundurowych żołnierze zostali zakwaterowani w obozie na plaży nadmorskiej.
Od 5 do 8 września pułk w kilku rzutach przewieziony został transportem samochodowym poprzez Kazwin – Hamadan – Kermanszach do Chanakinu w Iraku. Tu pułk rozpoczął szkolenie według regulaminów brytyjskich, początkowo na szczeblu batalionu a później pułku.
W Chanakin miały też miejsce dwa ważne wydarzenia w historii pułku. Pierwsze to święto 6 Dywizji Piechoty oraz przybycie gen. Wilsona dowódcy 10 Armii Brytyjskiej, któremu to podlegała Armia Polska na Wschodzie. W czasie jego pobytu, po mszy odbyła się defilada oddziałów zakończona ogniskiem żołnierskim. Drugie to wizyta w 17 pp ministra Caseya. Przybył on do miejsca postoju pułku w związku z prowadzoną inspekcją. Wyniki kontroli były pomyślne dla pułku.
Pod koniec września I batalion pułku przeszedł do Quizil Ribat, a w drugiej połowie października dołączyły do niego pozostałe pododdziały. Przeprowadzono tam reorganizacje pułku. Z dniem 1 listopada 1942 roku został rozwiązany 17 Pułk Piechoty, a w jego miejsce sformowano 17 batalion strzelców.

## Skład organizacyjny
Struktura organizacyjna wzorowana była na wojennych etatach dywizji piechoty Armii Czerwonej.
Dowództwo i sztab
- pluton sztabowy
- kompania łączności
- 3 bataliony piechoty
  - 3 kompanie piechoty po 3 plp
  - pluton moździerzy 82 mm
  - kompania ckm
- bateria armat 76 mm
- bateria armat 45 mm
- pluton moździerzy 120 mm
- kompania km plot
- kompania saperów
- kompania sanitarna
- kompania przewozowa
- pluton przeciwgazowy
- warsztaty techniczne

## Żołnierze pułku
- Dowódca pułku
  - mjr Mieczysław Baczkowski (11 IX 1941– 23 II 1942)[3]
  - ppłk Jan Pawlik (do 27 III 1942)
  - ppłk dypl. Andrzej Hytroś (21 IV – 1 XI 1942)[3]
- Szef sztabu – mjr Mieczysław Baczkowski[4]
- Dowódca I batalionu – kpt. Aleksander Matusiewicz[4]
- Dowódca II batalionu – mjr Józef Cader[4]
- Dowódca III batalionu – kpt. Michał Pieślak[4]